# Marrony
Marrony da Silva Liberato (født 5. februar 1999), kendt som bare Marrony, er en brasiliansk fodboldspiller, som spiller for Superliga-klubben FC Midtjylland.

## Klubkarriere

### Vasco de Gama
Marrony begyndte sin karriere hos Vasco de Gama, hvor han gjorde sin førsteholdsdebut i januar 2018.

### Atlético Mineiro
Marrony skiftede i juni 2020 til Atlético Mineiro.

### FC Midtjylland
Marrony skiftede i august 2021 til FC Midtjylland i en aftale som gjorde ham til det dyreste indkøb i klubbens historie på tidspunktet.

#### Leje til Fluminese
Efter at det ikke havde lykkedes at etablere sig hos FCM, blev Marrony i juli 2022 udlejet til Fluminense.

## Titler
Vasco da Gama
- Taça Guanabara: 1 (2019)

Atlético Mineiro
- Campeonato Brasileiro Série A: 1 (2021)
- Campeonato Mineiro: 2 (2020, 2021)

Fluminense
- Taça Guanabara: 1 (2023)
- Campeonato Carioca: 1 (2023)